# Doina Marilena Ciocănea
Doina Marilena Ciocănea (n. 13 martie 1951, București) este un arhitect român care și-a primit diploma de la Institutul de Arhitectură în 1976. Între anii 1976 și 1987, a lucrat la Institutul de Proiectare și Construcție a Industriilor Agricole și de Producție Alimentară, proiectând facilități de depozitare, fabrici de conserve, fabrici de vin, abatoare, fabrici de făină și brutării.

## Activitate
Ea a fost un membru al unei echipe de peste 700 de arhitecți numită Instititul de Proiectare Carpați între anii 1987 și 1990, unde a lucrat ca și arhitect principal la proiectul Palatul Poporului din București. Clădirea a fost proiectata de arhitectul Anca Petrescu în anul 1983, după o competiție care a durat aproape 4 ani. Clădirea controversată cu 12 etaje, are o suprafață de 315.000 m2, fiind cea mai mare clădire administrativă civică din lume și cea de-a doua cea mai mare clădire după Pentagon, Washington D.C. În plus, este considerată cea mai scumpă și cea mai mare clădire administrativă. Inițial, clădirea a fost menită sa găzduiască sediul Partidului Comunist Român. După căderea lui Nicolae Ceaușescu, urma să devină un centru de conferințe și alte birouri administrative.
După ce companiile sponsorizate de stat și-au incetat activitatea, Ciocănea a fost șeful arhitect pentru PREDA in perioada anilor 1990 si 1994 si mai tarziu pentru MACONZ International; in aceasta perioada, ea a proiectat locuințe de stat private. In 1995, a primit un master în Proiectare Urbana si Planificare, în 1994 și-a stabilit propriile practici private. Ea și-a continuat studiile la UNESCO- Costeau Departamentul de Ecologie la Universitatea din București. În 1996, a primit o bursă specializată în policita si ecologie in Madrid. Totodata, ea a facut studii ecologice pentru consiliul local in Bucuresti.

## Formare
Doina Marilena Ciocănea a avut o vastă formare în urbanism. Ea și-a obținut diploma și licență în proiectarea și planificarea urbană în 1994. În 1996 a câștigat o bursă pentru o ședere de 4 luni la Universitatea Complutense din Madrid pentru a se specializa în politica de mediu și ecologia urbană. În anul 1996 și-a continuat studiile în domeniul dezvoltării durabile la Universitatea UNESCO-COUSTEAU, iar în anul 1997 a obținut diploma de master în urbanism de la Institutul de Arhitectură și Urbanism "Ion Mincu", iar în anul 2014 a absolvit doctoratul la aceeași universitate cu teza sa "Relația dintre documentația urbană la nivel sistemic și practica administrativă.

## Predare și cercetare
Și-a început cariera academică în 2006 la Școala de Arhitectură, Universitatea Spiru Haret.  A predat designul arhictecturii, designul urban și adminstrația publică. în 2005 a coordonat școala de vară unde studenții au efectuat cercetări privind patrimoniul construit în Sibiu, în România, pentru a propune apoi o zonă protejată pentru patrimoniul arhitectural . În decembrie 2015, rezultatele au fost expuse la Teatrul National din București și în februarie 2016 în Centrul de Informare al primariei din Sibiu, sponsorizat de Uniunea Arhitecților din România.

## Afilieri
A fost un membru al asociațiilor profesionale, incluzând Asociația de Arhitecți și Urbanști a României(APUR). Totodată, ea a fost implicată în îmbunătățirea condițiilor de muncă pentru femeile din țară. A devenit un membru al L`Union Internationale des Femmes Architecte (UIFA) în 1990 și un membru al Clubului Profesional al Femeilor din România (ProFEM).
În 1990 și-a donat o parte din arhiva ei colecțiilor Arhivei Internaționale a Femeilor în Arhitectură ( IAWA) Virginia tech, Statele Unite ale Americii.